# Nona Gaye
 (juin 2017).
Si vous disposez d'ouvrages ou d'articles de référence ou si vous connaissez des sites web de qualité traitant du thème abordé ici, merci de compléter l'article en donnant les références utiles à sa vérifiabilité et en les liant à la section « Notes et références ».
Pour les articles homonymes, voir Gaye (homonymie).
Nona Gaye est un mannequin et une actrice américaine née le 4 septembre 1974 à Washington, District of Columbia (États-Unis).

## Biographie
Elle est la fille du chanteur de soul Marvin Gaye. Sa mère, Janis Hunter, a des racines irlandaises et afro-cubaines. Son grand-père maternel est le jazzman cubain Slim Gaillard.
En 1994, elle figure dans The Beautiful Experience, émission spéciale de télévision de Prince. Elle enregistre avec lui plusieurs titres, dont le duo Love Sign, qui se trouve sur l'album 1-800-NEW-FUNK.
Avec son ex-petit ami, Justin Martinez, elle a eu un fils nommé Nolan, né en juin 1997.

## Filmographie
- 1989 : Les Nuits de Harlem (Harlem Nights) d'Eddie Murphy : Patron
- 2001 : Ali de Michael Mann : Belinda Ali
- 2003 : Matrix Reloaded (The Matrix: Reloaded) de Lana et Lilly Wachowski : Zee
- 2003 : Matrix Revolutions (The Matrix: Revolutions) de Lana et Lilly Wachowski: Zee
- 2004 : Collision (Crash) de Paul Haggis : Karen
- 2004 : Le Pôle express (The Polar Express) de Robert Zemeckis : Hero Girl
- 2005 : xXx² : The Next Level (xXx: State of the Union) de Lee Tamahori : Lola Jackson
- 2005 : The Gospel de Rob Hardy : Charlene Taylor Frank
- 2009 : Blood and Bone de Ben Ramsey : Tamara
- Bomberman Fever : Bomber Carmen, Bomber Têtue